# 636. pehotni polk (Wehrmacht)
Za druge 636. polke glejte 636. polk.
636. pehotni polk (izvirno nemško Infanterie-Regiment 636) je bil eden izmed pehotnih polkov v sestavi redne nemške kopenske vojske med drugo svetovno vojno.

## Zgodovina
Polk je bil ustanovljen 6. septembra 1941 za potrebe Armadne skupine Sredina iz enot RADa; polk je bil del 390. pehotne divizije.
15. oktobra 1942 je bil polk preimenovan v 636. grenadirski polk.